# 熱田リハビリテーション病院
医療法人杏園会熱田リハビリテーション病院（いりょうほうじんきょうえんかいあつたリハビリテーションびょういん、旧・伊藤病院）は、愛知県名古屋市熱田区比々野町にある病院である。

## 概要
病院を運営する医療法人杏園会はこの病院の他、「介護老人保健施設かなやま」と「介護老人保健施設あんず」を運営しており、2011年（平成23年）には港区に介護老人保健施設トリトン、熱田区にデイサービスセンターろくばんの開設を予定している。
1946年（昭和21年）12月に愛知県名古屋市熱田区六番町に伊藤医院として開設。
1949年（昭和24年）4月に伊藤病院として開設された。
院長、理事長は伊藤知敬。
病床数は160床（うち回復期リハビリテーション病棟は100床、介護療養型病床は60床ある）。
熱田通所リハビリテーション、熱田居宅介護支援事業所、訪問リハビリテーションなどの施設を併設している。

## 診察科
- 内科
- 外科
- 整形外科
- 皮膚科
- 胃腸科
- 肛門科
- 放射線科
- 麻酔科
- リハビリテーション科

## 沿革
- 1946年 - 愛知県名古屋市熱田区六番町一丁目6番地に伊藤医院として開業。
- 1947年 - 現在地に木造2階建ての病院を建築し、内科・外科・小児科・産婦人科を標榜。病床数20床の伊藤病院として開設。
- 1959年 - 増築により26床に増床。
- 1960年 - 医療法人杏園会を設立。
- 1970年 - 増築により68床に増床。
- 1980年 - 増築により92床に増床。
- 1982年 - 増築により160床に増床。
- 1994年 - 10階までの病床を5階までに変更。
- 1996年 - 8階に通所リハビリテーション（20名）開設。そのため10階をPT室、9階をOT室に改築。
- 1998年 - 名古屋市港区に介護老人保健施設あんず（100床）を開設。伊藤病院に、居宅介護支援事業所を開設。
- 2000年 - あんず居宅介護支援事業所を開設。伊藤病院7階に、通所リハビリテーション（20名）開設。
- 2002年 - 南新館を増築し、全病床1床あたり6.4平米以上に変更。
- 2005年 - 名古屋市熱田区に介護老人保健施設かなやま（100床）を開設。
- 2007年 - 伊藤病院に、訪問リハビリテーションを開設。
- 2007年 - 2階・3階の病棟を回復期リハビリテーション病棟（100床）へ変更。
- 2008年 - 特定健康審査、特定保健指導を開始。
- 2008年 - 日本静脈経腸栄養学会よりNST稼働施設として認定される。
- 2008年 - 名称を伊藤病院から、熱田リハビリテーション病院へ名称変更。
- 2008年 - 回復期リハビリテーション病棟の個室改修。ならびに全病床を冷蔵庫付き液晶テレビの床頭台に交換。
- 2008年 - 病棟内の浴槽を車椅子のまま入浴できるタイプに交換。
- 2009年 - 六番町商店街振興組合からAEDの寄贈を受け、救急出入り口前に設置。
- 2010年 - 3月より、リハビリテーション業務支援システム（株式会社タック）を導入。
- 2020年 - 11月に熱田区比々野町32番地に移転。

## 特徴
1947年（昭和22年）に法人化し、開院以来、地域密着型の一般病床、療養型病床、介護療養型を含めた160床のケアミックスタイプの病院として機能している。また愛知県トラック事業健康保険組合の契約検診機関をはじめ、検診車や病院でのさまざまな企業健診にも力を入れている。2007年（平成19年）12月、回復期リハビリテーション病棟に病床変更を行い、回復期リハビリテーションと予防医学を中心としたミッションを明確にするため、2008年（平成20年）9月に病院名を熱田リハビリテーション病院に変更した。

## アクセス

### 鉄道
- 名古屋市営地下鉄名港線 日比野駅3番出口より徒歩で約1分。
- 名古屋市営地下鉄名城線 栄駅より日比野駅までの所要時間は約11分。

### バス
- 名古屋市営バス「日比野」バス停下車、徒歩で約1分。
- 介護老人保健施設あんずがある。「南陽中学校」から約30分。
- 三重交通バス「日比野」バス停より徒歩で約1分。

## 関連事項
介護老人保健施設「あんず」、「かなやま」と「トリトン」には、日本を代表する影絵作家藤城清治の壁画がかかっている。
介護老人保健施設や熱田リハビリテーション病院では、認知症の予防と改善のために、日本公文教育研究会が実施している公文学習療法を導入している。